# Jelly Belly

Jelly-Belly-Logo

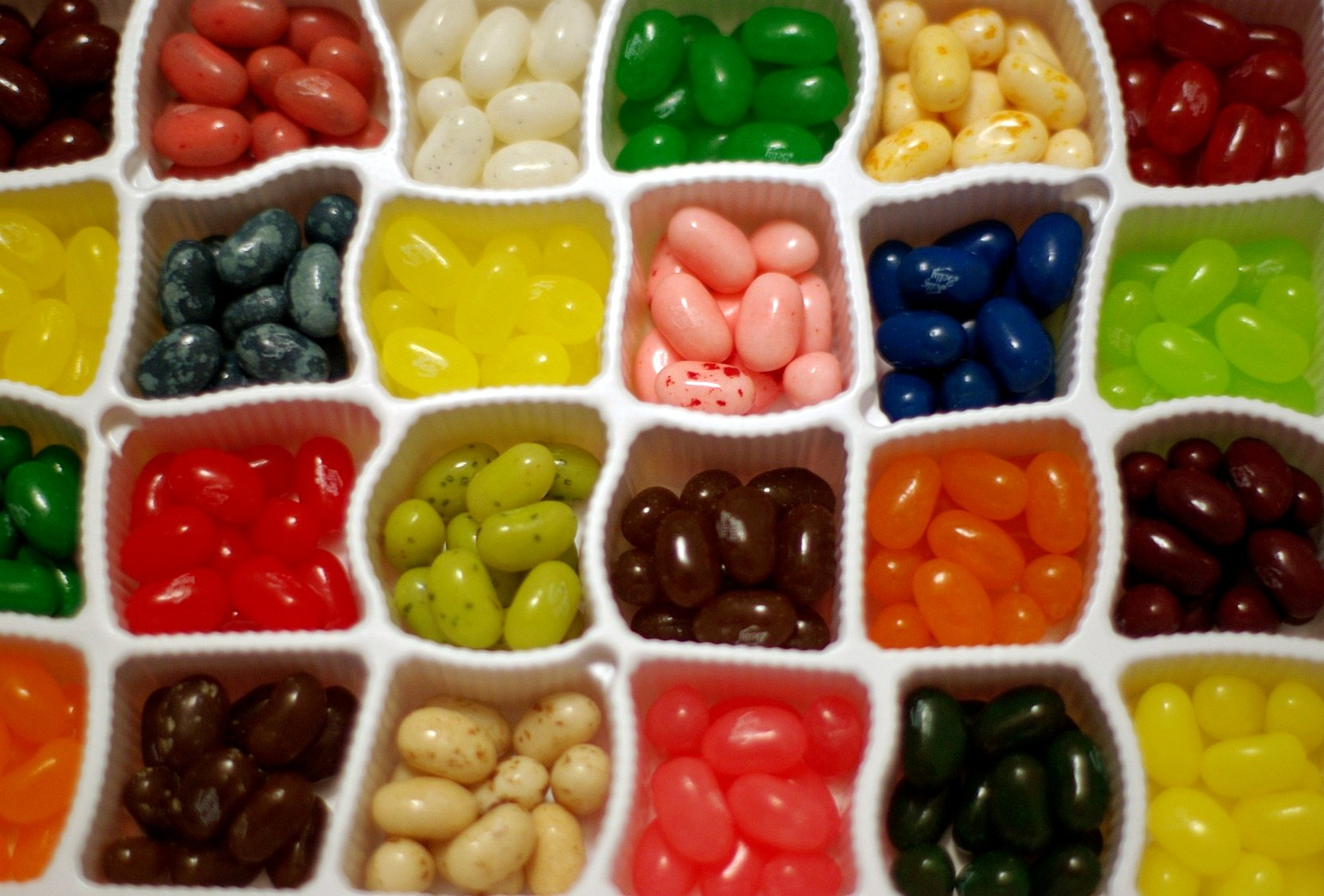
Jelly Beans in verschiedenen Sorten

Unter dem Markennamen Jelly Belly produziert die US-amerikanische Firma Jelly Belly Candy Company mit Sitz in Fairfield, Kalifornien, sogenannte Geleebohnen. Dabei handelt es sich um kleine (pro Stück etwa ein Zentimeter große) Süßwaren in Form von Kidneybohnen, die als zumeist süß-fruchtige Bonbons gelutscht werden sollen. 
Derzeit (Stand Dezember 2013) werden 50 Geschmacksrichtungen angeboten.

## Inhaltsstoffe
Unter ihrer variabel gefärbten Zuckerkruste bestehen die Bohnen vollständig aus Gelee, enthalten sind Zucker, Maissirup und Maisstärke, als Überzugsmittel wird Bienen- und Carnaubawachs verwendet. Die weiteren Zutaten – Geschmacks- und Farbstoffe – variieren nach Sorte. Jelly Beans enthalten in der Regel keine Gelatine.

## Geschichte
Jelly-Belly-Bohnen werden seit 1976 von der Jelly Belly Candy Company (ehemals Herman Goelitz Candy Company) hergestellt, basierend auf einem ursprünglichen Konzept des Süßwarenhändlers David Klein. Im Unterschied zu anderen im Handel befindlichen Geleebohnen sollte sich das neue Produkt durch zwei Eigenschaften auszeichnen und bei erwachsenen Kunden profilieren: einen verminderten Zuckergehalt sowie eine Aromatisierung und Färbung nicht nur in der Zuckerkruste, sondern auch im Geleekörper. Zudem sollen die Aromen vom Kunden als möglichst wenig „industriell“ wahrgenommen werden, weswegen nach Möglichkeit auf natürliche Aromastoffe zurückgegriffen wird.
Erste Verkaufsstätte der Bohnen war eine kleine Eisdiele in Alhambra, Kalifornien. Zunächst existierten nur acht Geschmacksrichtungen, die nach und nach mit steigender Popularität des Produktes ergänzt wurden.

## Sonstiges

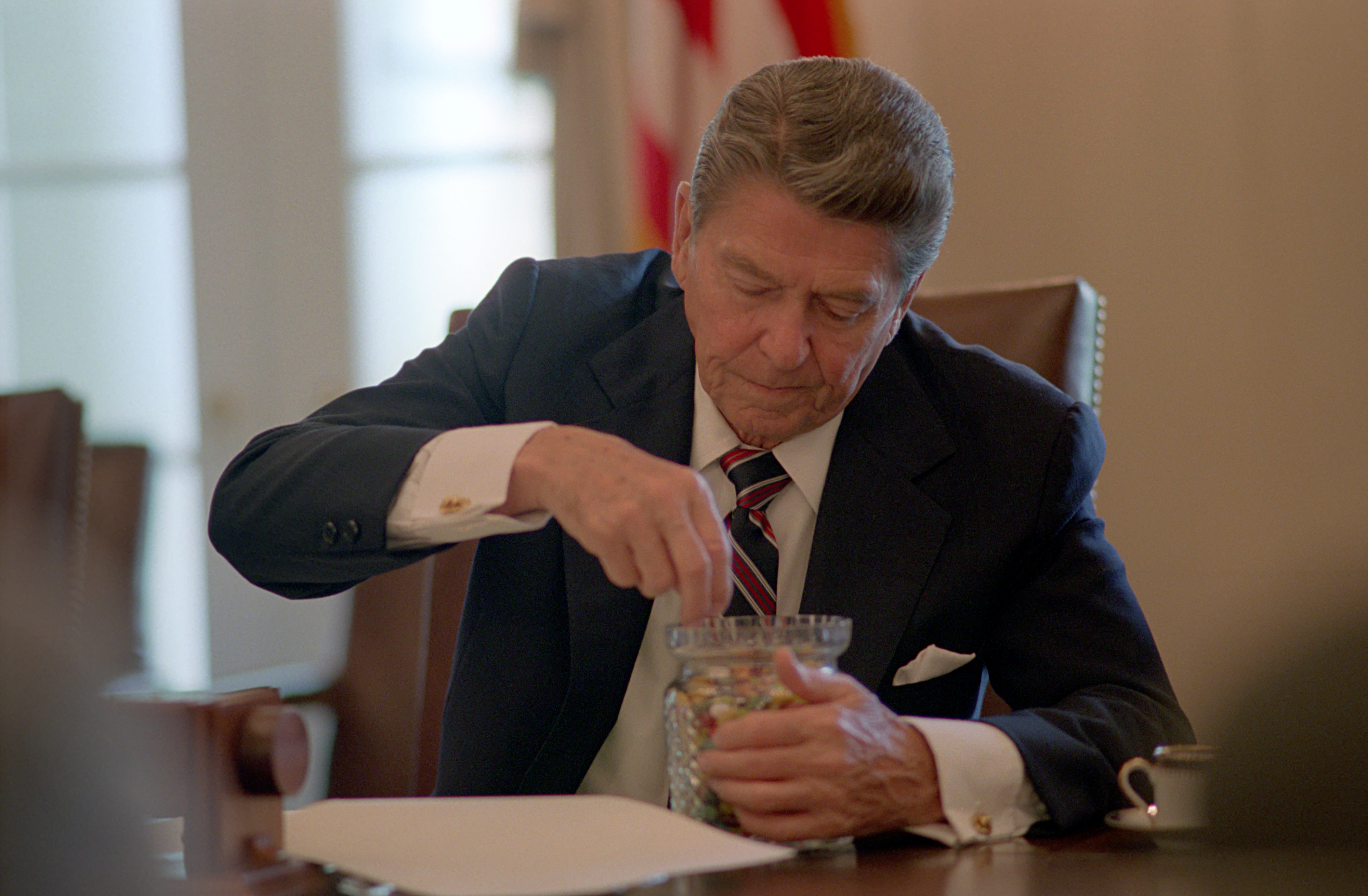
Ronald Reagan beim Essen von Jelly Beans (1985)

Einen großen Bekanntheitsschub erhielten Jelly-Belly-Bohnen durch US-Präsident Ronald Reagan, der diese sehr schätzte und stets einen Vorrat auf seinem Schreibtisch im Oval Office sowie in der Air Force One aufbewahrte. Reagans Lieblingssorte war Lakritz.
Während nicht eindeutig geklärt ist, ob die Idee für die aus den Harry-Potter-Büchern bekannten Bertie Bott's Bohnen in allen Geschmacksrichtungen auf Jelly-Belly-Geleebohnen basiert, bot Jelly Belly für einige Zeit eine eigene Bertie-Bott's-Kollektion in zehn Geschmacksrichtungen an: Gras, Schwarzer Pfeffer, Popel, Dreck (Erde), Regenwurm, Ohrenschmalz, Würstchen, faules Ei, Seife, Erbrochenes. Es handelte sich dabei um regulär (in den USA) erhältliche Produkte.
Die Sängerin Kina Grannis produzierte das Musikvideo zu ihrem Lied In Your Arms im Stop-Motion-Stil, wobei das Artwork komplett auf Jelly Beans beruht. Dabei wurden 288.000 Jelly Beans verwendet.
Die Versionen 4.1.x bis 4.3.x des mobilen Betriebssystems Android werden Jelly Bean genannt; bewusst wurde aber der Gattungsbegriff, und nicht der Markenname Jelly Belly gewählt.